# Patrick Allen (Politiker)

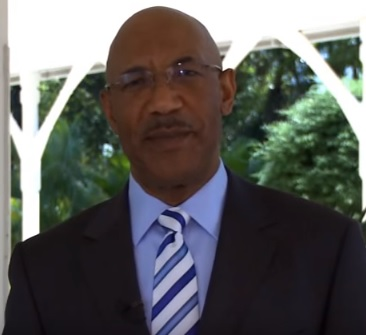
Patrick Allen, Generalgouverneur von Jamaika

Sir Patrick Linton Allen, ON, GCMG, CD, KStJ (* 7. Februar 1951 in Portland, Jamaika) ist seit dem 26. Februar 2009 der Generalgouverneur von Jamaika.
Seit der Unabhängigkeit des Landes im Jahr 1962 ist er als Nachfolger von Kenneth Hall der sechste Inhaber dieses Amtes. Als Generalgouverneur vertritt er den König von Jamaika, Charles III., in zeremoniellen Aufgaben und ernennt im Auftrag des Premierministers (derzeit Andrew Holness) die Mitglieder des Kabinetts.

## Leben
Allen wurde als viertes von fünf Kindern von Ferdinand Allen und seiner Frau Christina, geborene Grant, in der Landgemeinde Fruitful Vale im Portland Parish geboren. Er besuchte dort die Schule und bestand nach seinen privaten Vorbereitungen 1968 die GCE Prüfung. Ab dem Alter von 17 Jahren verstärkte er das Lehrerkollegium an seiner Schule. Nach zwei Jahren schrieb er sich zum Studium am Moneague Teacher’ College ein. Nach dessen erfolgreichem Abschluss unterrichtete er an der Water Valley All-Age School in St. Mary. 1976 wurde er zum Rektor der Robins Bay Primary School in St. Mary ernannt, 1978 wechselte er in gleicher Position an die viermal so große Hillside Primary School in St. Mary.
Allen gehört der Kirche der Siebenten-Tags-Adventisten an und wollte schon als Jugendlicher als Pastor für die Kirche arbeiten. 1980 begann er ein Studium an der Andrews University in Michigan, das er zunächst mit einem Bachelor in Geschichte und Religionswissenschaften und dann mit einem Master in Systematischer Theologie abschloss. 1986 kehrte er nach Jamaika zurück und betreute als Geistlicher verschiedene Gemeinden in Spanish Town und May Pen. 1989 wurde er formell als Pfarrer der Siebenten-Tags-Adventisten ordiniert.
Anschließend war er Pfarrer der größten Gemeinde in Zentral-Jamaika der Siebenten-Tags-Adventisten in Spanish Town. Später wurde er auch zum Verantwortlichen für Erziehung und Kommunikation des Gemeindeverbandes Zentral-Jamaika, dann zum Verantwortlichen für Erziehung und Familienleben für die Siebenten-Tags-Adventisten auf den Westindischen Inseln in Mandeville ernannt.
1996 kehrte er an die Andrews University zurück und wurde dort 1998 in Erziehungswissenschaften promoviert. Während dieser Zeit arbeitete er auch an der Universität. Nach seiner Rückkehr nach Jamaika wurde er zum Präsidenten des Gemeindeverbandes Zentral-Jamaika der Siebenten-Tags-Adventisten gewählt, er war für die Gemeinden in St. Catherine, Clarendon, Manchester, St. Mary und St. Ann verantwortlich. 2000 wurde er zum Präsidenten für die Westindische Union der Siebenten-Tags-Adventisten gewählt, damit war er für die Gemeinden in Jamaika, den Bahamas und auf den Cayman Islands verantwortlich. 2005 wurde er in seinem Amt bestätigt.
Er ist Vorsitzender des Verwaltungsrates der Northern Caribbean University. Darüber hinaus ist er Verwaltungsratsvorsitzender des Andrews Memorial Hospital, der Adventist Development and Relief Agency, der Book and Nutrition Centre Ltd. und der West Indies Union Investment Management Ltd. Er beaufsichtigt die in Verwaltung der Siebenten-Tags-Adventisten betriebenen Bildungseinrichtungen in Jamaika, dazu gehören zehn High Schools, 22 Primary Schools und zahlreiche Basic Schools. Darüber hinaus gehört er der zivilen Aufsicht für die jamaikanische Polizei an und war Direktor der staatlichen Rundfunkgesellschaft.
2006 wurde er zum Kommandeur des Order of Distinction ernannt.
Patrick Allen ist seit 33 Jahren mit Denise Patricia Beckford verheiratet, das Paar hat drei Kinder. Ein Sohn und eine Tochter leben in den Vereinigten Staaten in Michigan und Atlanta, ein Sohn lebt in Jamaika.
Seine Amtseinführung zum Generalgouverneur fand am 26. Februar 2009 statt. Am 26. März 2009 wurde er von Elisabeth II. zum Knight Grand Cross des Order of St. Michael and St. George geschlagen und damit in den Adelsstand erhoben.

### Auszeichnungen
| Land                   | Kürzel | Orden                                                      | Jahr             | Abb. |
| ---------------------- | ------ | ---------------------------------------------------------- | ---------------- | ---- |
| Vereinigtes Königreich | KStJ   | Knight of Grace des Order of Saint John                    | 7. November 2011 |      |
| Vereinigtes Königreich | GCMG   | Knight Grand Cross des Order of St. Michael and St. George | 12. Mai 2009     |      |
| Jamaika                | ON     | Order of the Nation                                        | 26. Februar 2009 |      |
| Jamaika                | CD     | Commander des Order of Distinction                         | 2006             |      |